# Conspiration Oster
La conspiration Oster de 1938 était un plan visant à renverser le Führer Adolf Hitler et le régime nazi si l'Allemagne déclenchait une guerre avec la Tchécoslovaquie en raison du conflit sur le territoire des Sudètes. Elle était dirigée par le Generalmajor Hans Oster, chef-adjoint de l'Abwehr et soutenue par de nombreux officiers conservateurs de haut rang de la Wehrmacht, qui s'opposaient à une politique menant à une guerre qu'ils ne pensaient pas pouvoir mener avec succès. Le plan est centré sur un assaut de la Chancellerie du Reich, mené par des troupes loyales aux comploteurs afin de prendre le contrôle du gouvernement et d'arrêter ou d'assassiner Hitler. L'objectif final est de réinstaurer l'empereur Guillaume II, alors en exil, sur le trône impérial allemand.

## Contexte

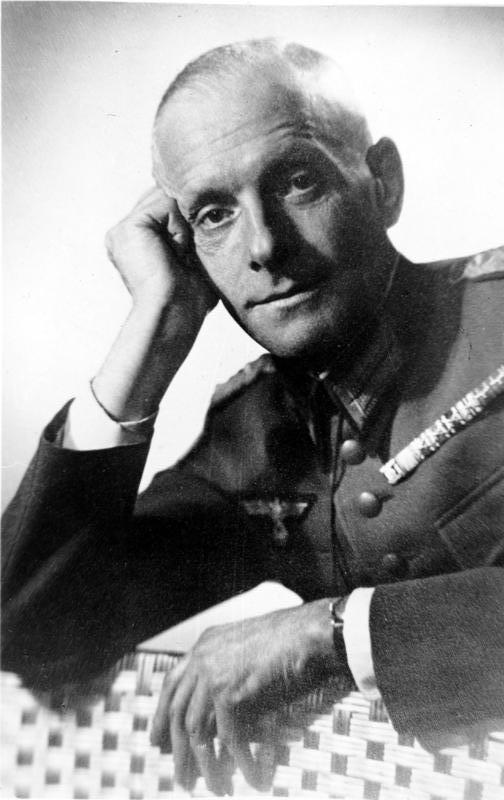
Hans Oster en 1939.

Le complot est initié et planifié par Hans Oster qui y rallie des militaires de premier rang comme Ludwig Beck, Walther von Brauchitsch, Franz Halder, Wilhelm Canaris ou Erwin von Witzleben. Hans-Jürgen von Blumenthal est chargé de mener l'assaut contre la chancellerie et de tuer Hitler, ce qui semble nécessaire pour neutraliser l'appareil du Troisième Reich  et éviter une guerre avec la Tchécoslovaquie qui, selon les conjurés, ruinerait l'Allemagne. 
En complément des personnalités militaires, Oster associe également au complot des diplomates comme Ernst von Weizsäcker ainsi que Theodor et Erich Kordt. Theodor Kordt est considéré comme un contact essentiel avec les Britanniques, dont le rôle est essentiel, pour la réussite du complot, les conjurés comptant sur leur opposition résolue à l'annexion à l'Allemagne de la région des Sudètes. Les accords de Munich, lors desquels Neville Chamberlain et Édouard Daladier marquent leur accord sur le dépeçage de la Tchécoslovaquie et le rattachement de la région des Sudètes à l'Allemagne, écartent toute éventualité de conflit militaire. Compte tenu de ce fait et que Hitler, fort de son succès diplomatique, est considéré comme le plus grand homme d'État de tous les temps en ayant obtenu un accroissement territorial notable sans conflit armé, la conspiration Oster n'a plus de raison d'être et est abandonnée.

## Suites
Les participants de la conspiration Oster ne sont ni identifiés, ni inquiétés. La plupart d'entre eux rejoignent la résistance allemande au nazisme et collaborent à l'attentat du 20 juillet 1944. Ils sont alors mis aux arrêts avec d'autres officiers de l'Abwehr, accusés d'aider des Juifs allemands à fuir la Shoah. Arrêté le lendemain de l'attentat contre Hitler, Oster est ensuite gravement compromis après la saisie par la Gestapo de documents appartenant à Wilhelm Canaris et démontrant l'importance et l'ancienneté de ses activités au sein de la résistance au nazisme. À la suite de cette découverte, Oster est condamné à mort le 8 avril 1945 et exécuté par pendaison le lendemain au camp de concentration de Flossenbürg.